# Car (rei da Cária)
Car ou Kar foi o lendário fundador e primeiro monarca do Reino da Cária.

## História
Na época de Heródoto, os cários consideravam os lídios e os mísios como povos irmãos, porque os ancestrais mitológicos dos três povos, Car, Lido e Misos, eram filhos de Átis.
O nome karkija aparece pela primeira vez em um texto cuneiforme hitita, em que Manapa-Tarhunta de Arzaua escapa de um ser assassinado por seus irmãos e foge para a Karkija (Cária).